# Jan Hvězda z Vícemilic
Jan Hvězda z Vícemilic, genannt „Bzdinka“ († 18. Oktober 1425 in Kamenice), war ein tschechischer Heerführer.

## Leben
Jan Hvězda stammte aus Vicemilice dolní. Er ist als der Anführer der Aufständischen nach dem Umsturz im Oktober 1421, eingeleitet durch Jan Želivský, in die Geschichte eingegangen. Auf Anregung Želivskýs wurde Brzdinka zum höchsten Prager Hauptmann ernannt. 1422 befehligte er die Prager Gruppen bei der Schlacht gegen den König Sigismund  bei Kuttenberg und Deutschbrod. Kurz darauf, nachdem Želivský in Ungnade gefallen war, setzten die Prager Meister auch Bzdínka ab.
Enttäuscht verband er sich mit Bohuslav von Schwanberg und mit geeinten Kräften versuchten sie 1422 vergeblich, Prag einzunehmen. 1423 führte er das Heer an, welches Telč erobern wollte. Nachdem er den Einwohnern der Stadt Meinhard von Neuhaus zur Hilfe gekommen war, mussten sie sich zurückziehen. Ebenfalls erfolglos blieb die Belagerung der Burg Roštejn. Sie zogen sich weiter nach Böhmen zurück und zerstörten die Burg Sternberg. Es erfolgte ein erneuter Angriff von Meinhard von Neuhaus bei Horní Dubenky, nachdem sich die Hussiten bis nach Pelhřimov zurückzogen hatten.
Jan Hvězda z Vícemilic war daraufhin kurz Hauptmann des altböhmischen Königgrätzer Kreises und schloss sich kurze Zeit später Jan Žižka an. Hvězda war an der Eroberung von Kostelec nad Labem, Pilsen und Přibyslav beteiligt. Als Žižka auch am zweiten Auge erblindete, wurde Hvězda sein engster Berater. Nach dem Tod Žižkas wurde er zum Anführer der Taboriten ernannt. 1425 versuchte er abermals vergeblich Prag zu erobern. Er starb im Oktober an Verletzungen, die er sich bei der Belagerung der Burg Vožice zugezogen hatte.